# Toshiaki Fushimi
Toshiaki Fushimi (伏見 俊昭, Fushimi Toshiaki, né le 4 février 1976 à Shirakawa dans la préfecture de Fukushima) est un coureur cycliste japonais. Il a été médaillé d'argent de la vitesse par équipes avec Tomohiro Nagatsuka et Masaki Inoue aux Jeux olympiques de 2004 à Sydney.

## Palmarès

### Jeux olympiques
- Athènes 2004
  -  Médaillé d'argent de la vitesse par équipes

### Coupe du monde
- 2002
  - 2e du kilomètre à Kunming
- 2003
  - 1er de la vitesse par équipes à Sydney
  - 2e du keirin à Sydney
  - 3e de la vitesse par équipes à Moscou
- 2004
  - 2e de la poursuite par équipes à Aguascalientes
  - 3e de la poursuite par équipes à Sydney

### Championnats d'Asie
- Maebashi 1999
  -  Champion d'Asie de la vitesse par équipes
- Kaohsiung-Taichung 2001
  -  Champion d'Asie du keirin
- Bangkok 2007
  -  Médaillé d'argent du keirin